# Еджвотер-Парк (Нью-Джерсі)
Еджвотер-Парк (англ. Edgewater Park) — селище (англ. village) в США, в окрузі Берлінгтон штату Нью-Джерсі. Населення — 8930 осіб (2020).

## Демографія
Згідно з переписом 2010 року, у селищі мешкала 8881 особа в 3683 домогосподарствах у складі 2324 родин. Було 3926 помешкань
Расовий склад населення:
| - 57,7 % — білих - 27,3 % — чорних або афроамериканців - 3,2 % — азіатів - 0,3 % — корінних американців - 6,5 % — осіб інших рас |

До двох чи більше рас належало 4,9 %. Частка іспаномовних становила 10,9 % від усіх жителів.
За віковим діапазоном населення розподілялося таким чином: 20,3 % — особи молодші 18 років, 63,9 % — особи у віці 18—64 років, 15,8 % — особи у віці 65 років та старші. Медіана віку мешканця становила 40,5 року. На 100 осіб жіночої статі у селищі припадало 91,6 чоловіків;  на 100 жінок у віці від 18 років та старших — 87,6 чоловіків також старших 18 років.
Середній дохід на одне домашнє господарство  становив 68 209 доларів США (медіана — 62 475), а середній дохід на одну сім'ю — 79 301 долар (медіана — 72 343). Медіана доходів становила 50 160 доларів для чоловіків та 37 194 долари для жінок. За межею бідності перебувало 8,5 % осіб, у тому числі 6,6 % дітей у віці до 18 років та 2,7 % осіб у віці 65 років та старших.
Цивільне працевлаштоване населення становило 4484 особи. Основні галузі зайнятості: освіта, охорона здоров'я та соціальна допомога — 20,1 %, науковці, спеціалісти, менеджери — 10,7 %, роздрібна торгівля — 10,3 %, виробництво — 10,1 %.